# Muro de Aguas
Muro de Aguas é um município da Espanha
na província e comunidade autónoma de La Rioja, de área 30,90 km² com população de 60 habitantes (2004) e densidade populacional de 1,95 hab/km².

## Demografia
| Variação demográfica do município entre 1991 e 2004 | Variação demográfica do município entre 1991 e 2004 | Variação demográfica do município entre 1991 e 2004 | Variação demográfica do município entre 1991 e 2004 |
| --------------------------------------------------- | --------------------------------------------------- | --------------------------------------------------- | --------------------------------------------------- |
| 1991                                                | 1996                                                | 2001                                                | 2004                                                |
| 70                                                  | 74                                                  | 65                                                  | 60                                                  |